# Pfahlbaumuseum Ledrosee
Das Pfahlbaumuseum Ledrosee (italienisch Museo delle Palafitte del Lago di Ledro) ist ein archäologisches Museum in Molina di Ledro am Ledrosee im Trentino, Italien. Es untersteht dem Museum für Wissenschaften (it. Museo delle scienze – MUSE) in Trient.

## Geschichte
Die Entdeckung der Pfahlbauten am Ledrosee 1929 weckte nicht nur in akademischen Kreisen das Interesse für die prähistorische Siedlung, sondern stieß auch in der Bevölkerung auf ein breites Echo. In der Folgezeit wurde das Areal zum Ziel zahlreicher Schaulustiger, die in dem unbewachten und nicht umzäunten Gelände nicht davor zurückschreckten, nach Fundstücken zu suchen. Insbesondere wenn der Wasserpegel im Winter stark zurückging und die Pfähle im Trockenen lagen, kam es zu Raubgrabungen. Mit dem Bau des Museums sollte nicht nur die Fundstätte museal aufgewertet, sondern auch der Besucherstrom in gelenkte und kontrollierte Bahnen gebracht werden. Nachdem 1967 eine Grabungskampagne extra dem Zweck diente, Ausstellungsstücke für das Museum zu bergen, begann man 1968 mit dem Bau des Museums.
Das vom Architekten Marcello Piovan entworfene Gebäude ist als „open space“ angelegt. In einem einzigen mit zwei großen Fensterfronten lichtdurchfluteten Ausstellungssaal werden die Exponate in Bezug zu ihrem natürlichen Ambiente gezeigt, in dem sie gefunden wurden. Das Projekt sah vor, dass der Außenbereich des Museums so gezeigt werden sollte, wie er 1929 nach dem ersten Absinken des Wasserspiegels und vor den ersten Grabungen vorgefunden wurde. Zu dem Zweck sollten im Bereich des Ponale-Abflusses die Pfähle freigelegt und die zahlreichen geborgenen, aber wissenschaftlich und museal nicht weiter zu verwertenden Keramikscherben zwischen den Pfählen ausgelegt werden. Mit Hilfe eines Holzsteges sollten die Besucher über diesen Bereich geführt werden, um einen Einblick in die Fundstätte zu erhalten. Das Projekt wurde jedoch fallen gelassen, da die Erhaltung der freigelegten Pfähle nicht gewährleistet war. Zudem erwies sich der schnell nachwachsende Röhrichtbewuchs als problematisch und auf Dauer nicht kontrollierbar.
Das Museum wurde am 24. September 1972 vom Landeshauptmann Bruno Kessler offiziell eröffnet. Der Besucherstrom in den ersten Jahren übertraf alle Erwartungen und pendelte zwischen 80. und 100.000 Besuchern jährlich, und das obwohl das Museum aufgrund einer damals fehlenden Heizung in den Wintermonaten geschlossen war.
1973 wurde ein provisorischer Steg in den zentralen Fundbereich angelegt, um die Besucher näher an die eigentlichen Fundstelle zu führen. Das selbst finanzierte Provisorium, für eine dauerhafte stabile Stegkonstruktion hatte die Landesregierung keine Mittel zur Verfügung gestellt, bestand bis 2003 und wurde danach nicht wieder aufgebaut.
2006 wurde am östlichen Rand des Museumsgeländes eine prähistorische Siedlung mit drei Gebäuden erbaut, um das seit den 1990er Jahren bestehende museumspädagogische Angebot auszubauen. Die drei Gebäuden ergänzten einen ersten  bereits in den 1940er Jahren errichteten Nachbau, der im Laufe der Zeit mehrmals von Grund auf erneuert wurde. Seit 2008 gehört das Pfahlbaumuseum der Vereinigung internationale Freilichtmuseen und Experimentalarchäologie EXARC an.
Zwischen 2018 und 2019 wurden das Museum mit einem für Sonderausstellungen und für die Museumspädagogik vorgesehenen Anbau am westlichen Ende des Ausstellungssaales erweitert sowie die Ausstellung, die Ausstellungsflächen und der Vorplatz neu gestaltet.

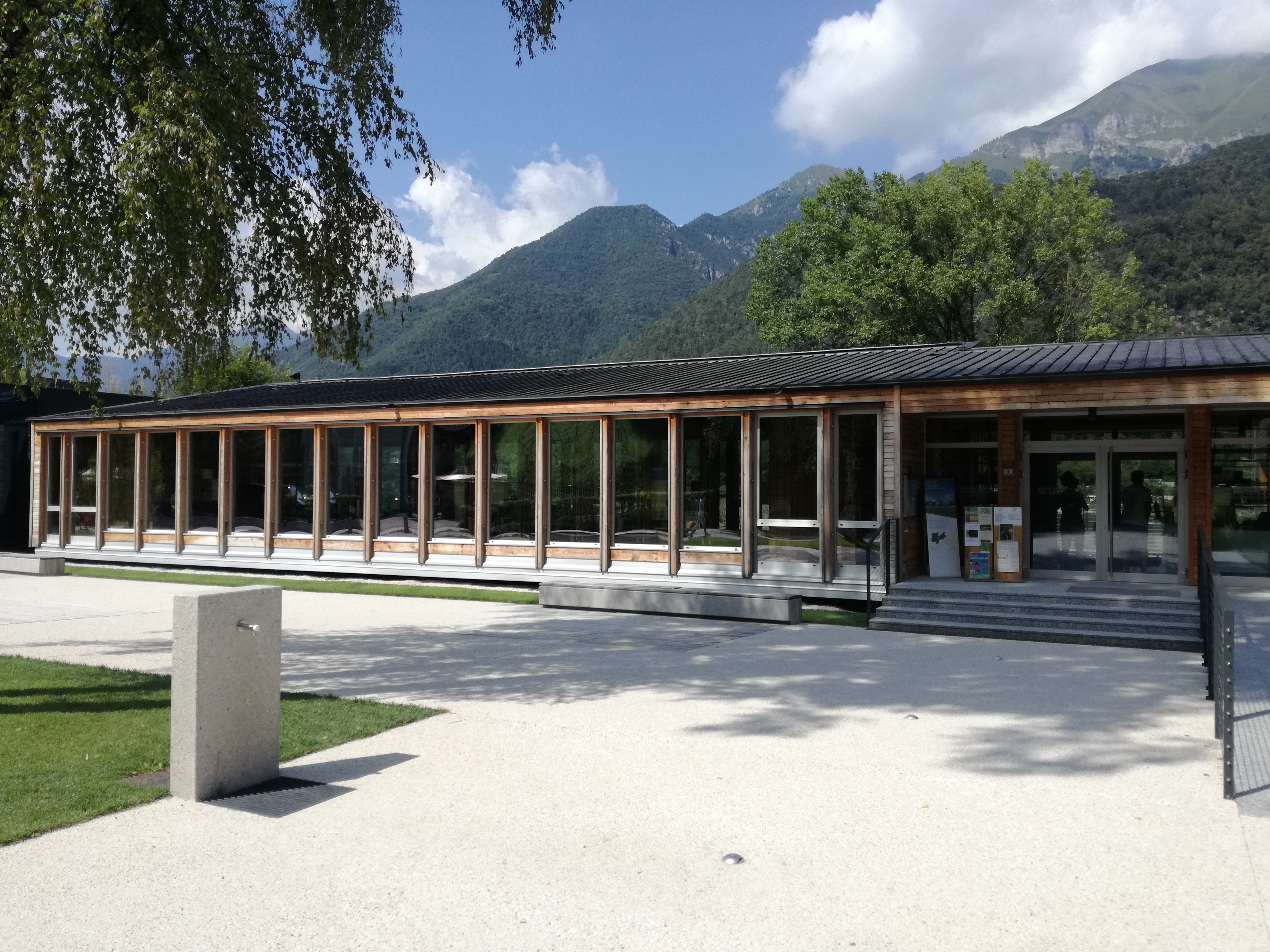
Eingangsbereich nach dem Umbau 2018/19
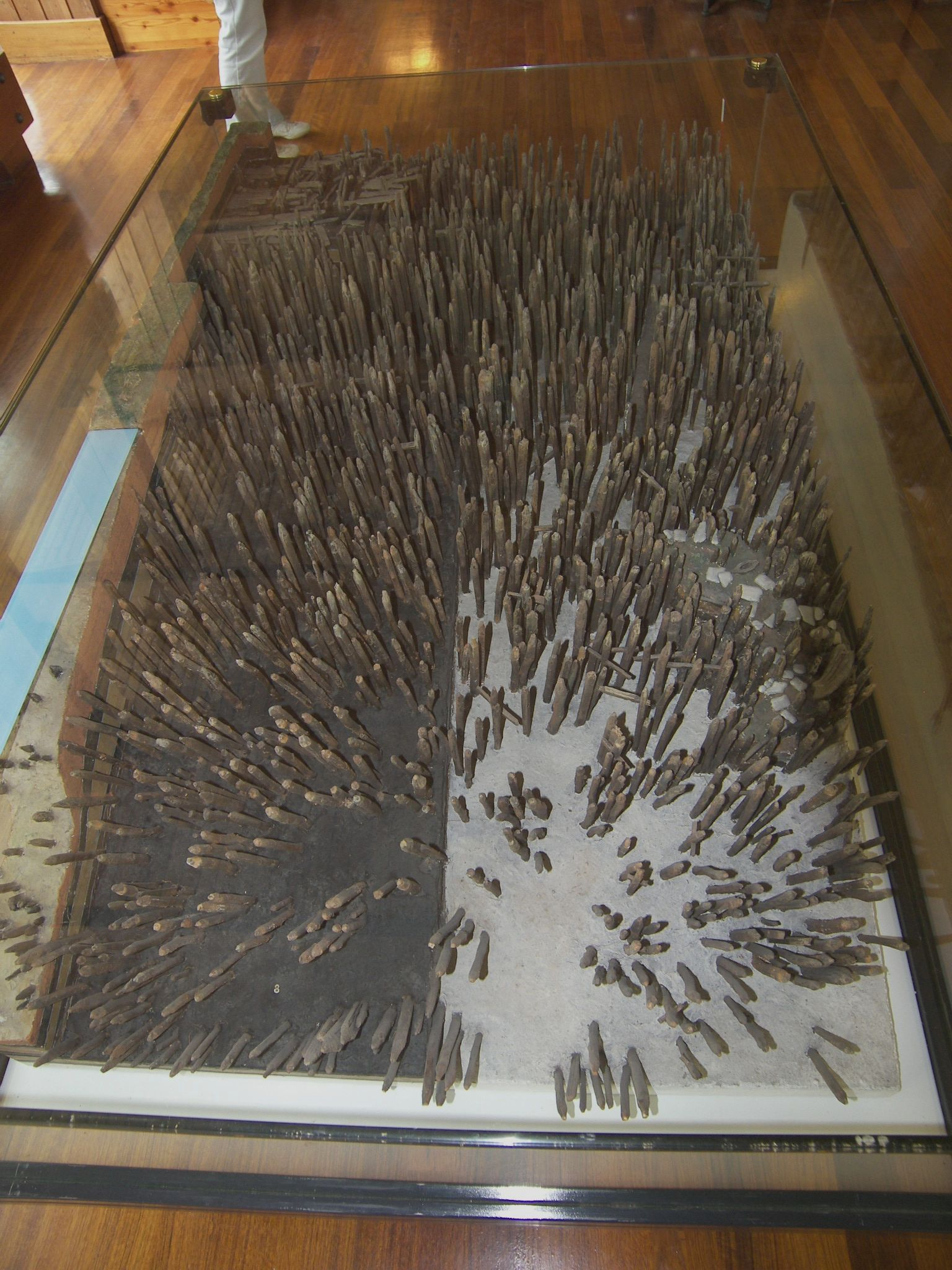
Pfähle-Modell
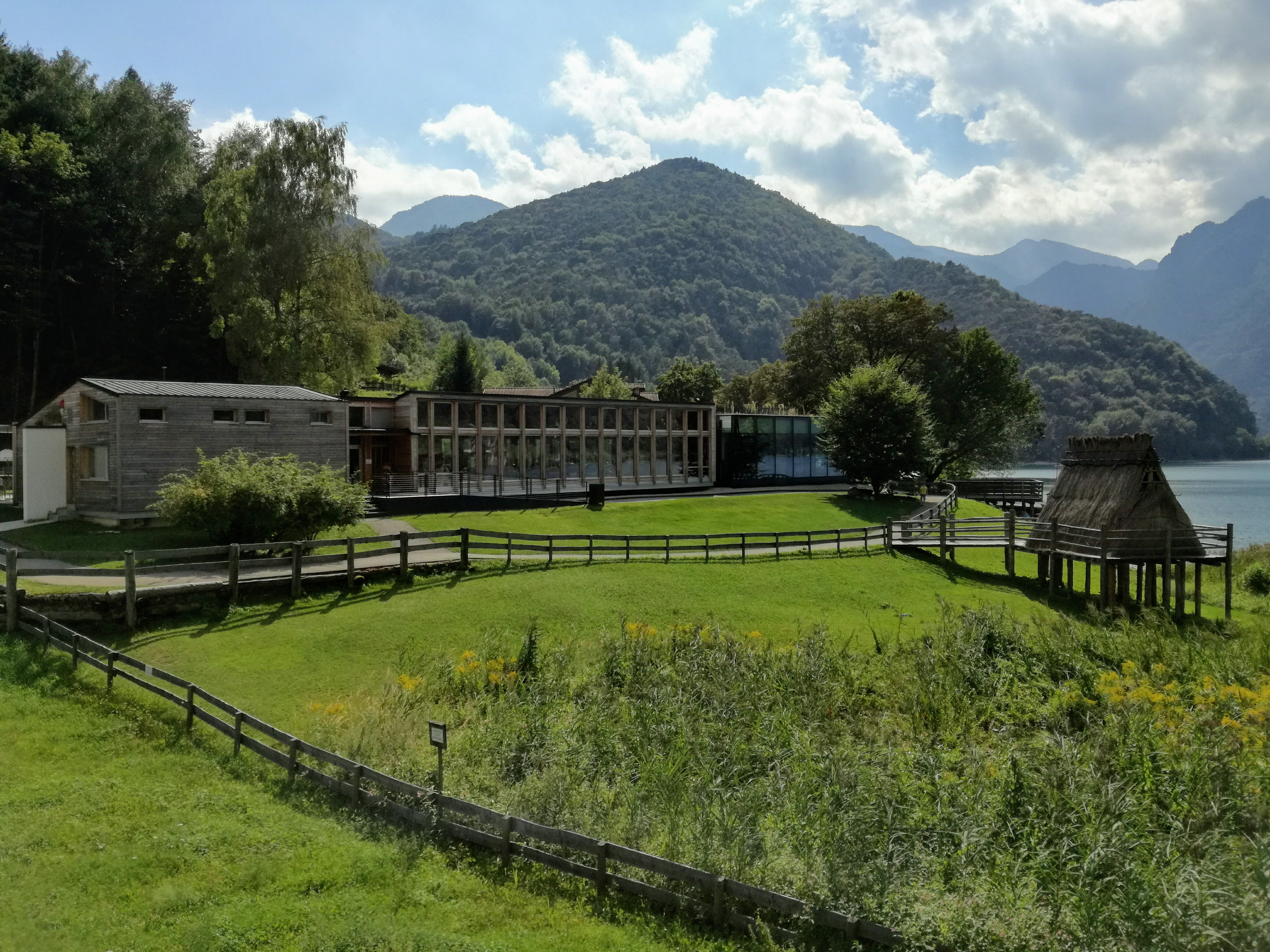
Museumsgelände
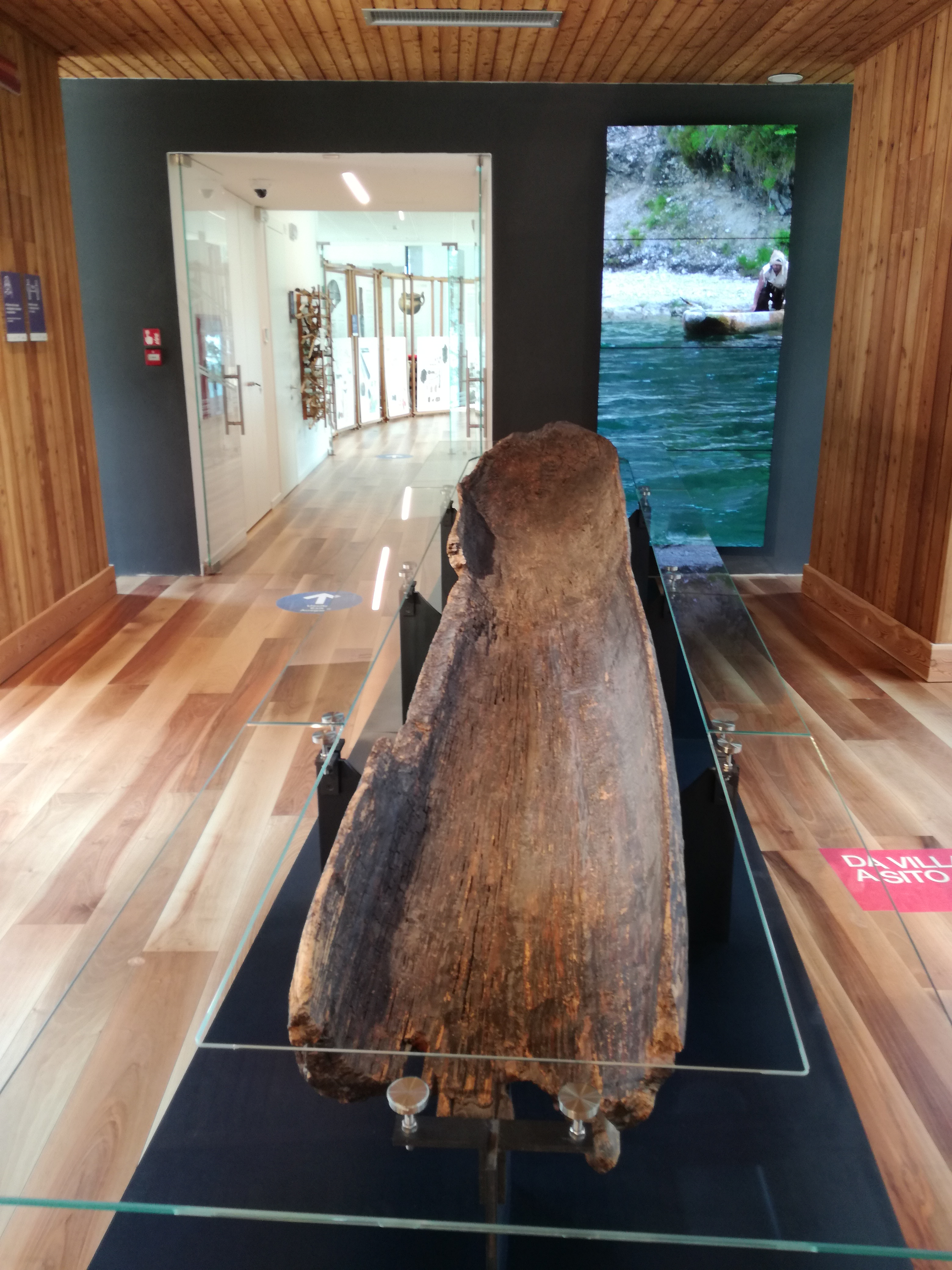
Einbaum
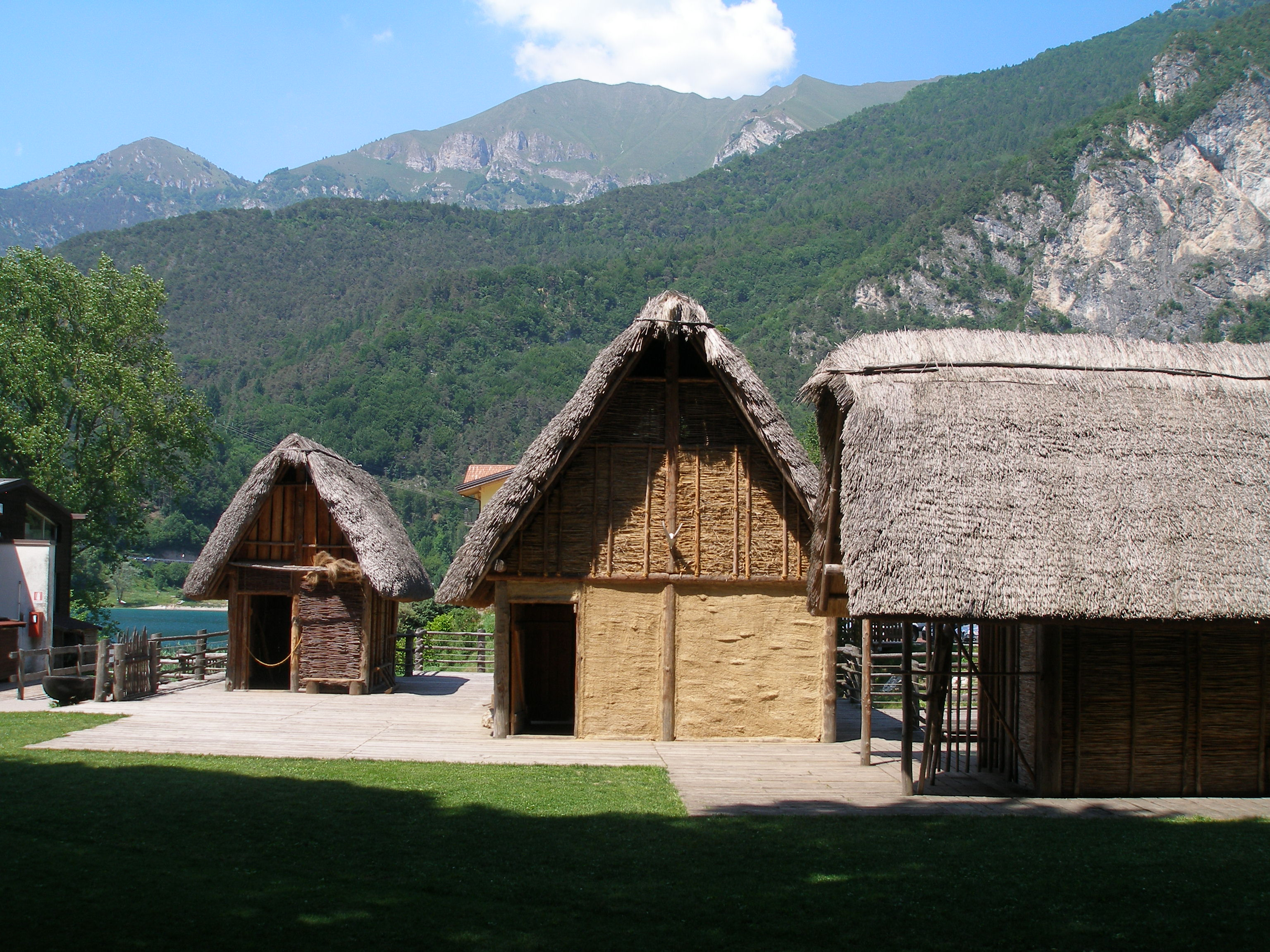
Freilichtbereich
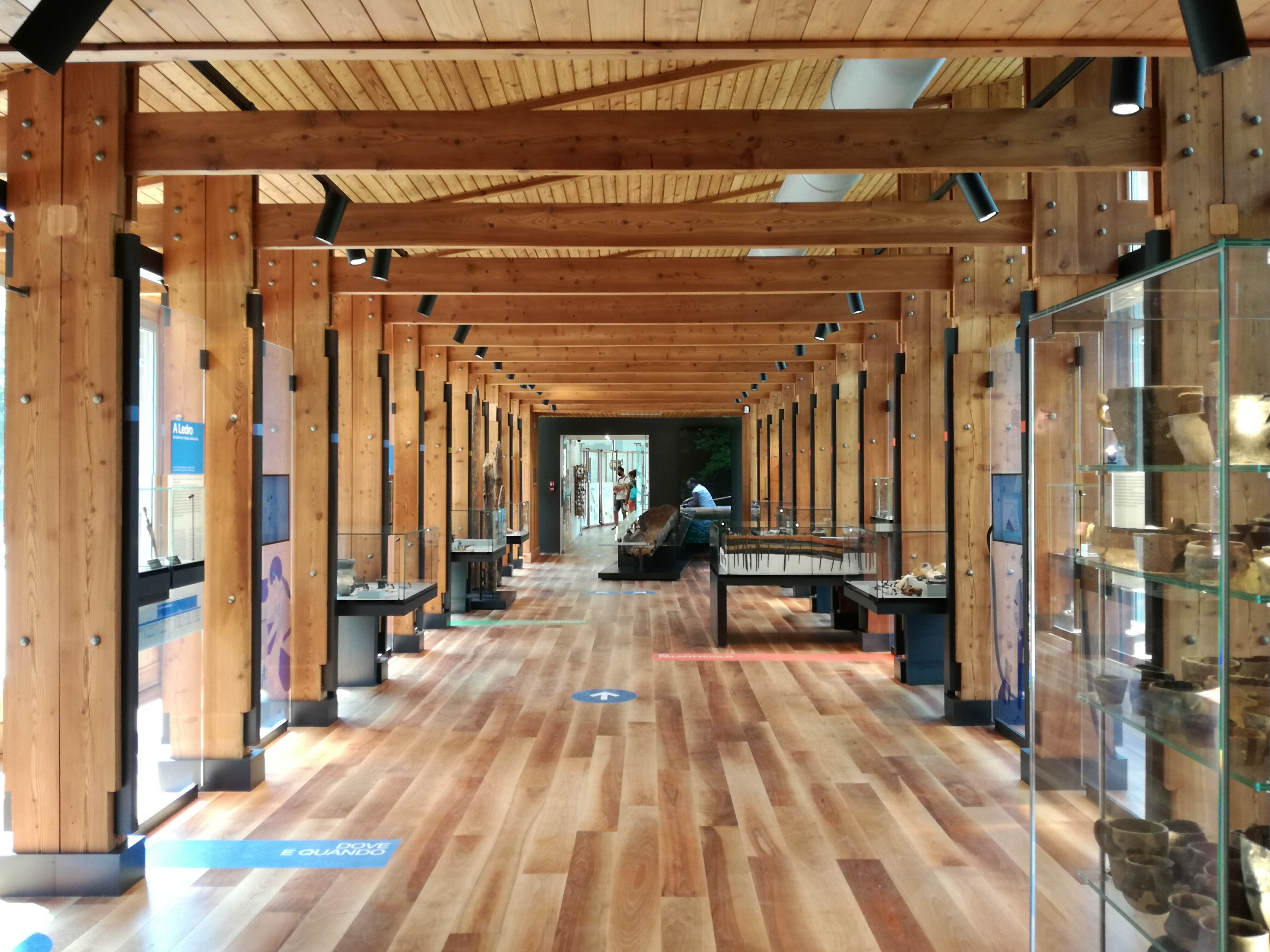
Ausstellungssaal

## Dauerausstellung
Die Dauerausstellung des Museums bietet einen Überblick über die Pfahlbauten und die Lebensweise der Bewohner. Ausgestellt ist allerdings nur ein Bruchteil der in Ledro gefundenen Fundstücke, da viele Fundstücke Teil zahlreicher anderer Sammlungen in Italien sind.
Ausgehend von einer allgemeineren Ebene wird dabei auf spezifische Aspekte der Fundstätte in Ledro eingegangen. Die Exponate werden dabei so gezeigt, dass sie, fast im Raum stehend, von mehreren Seiten aus betrachtet werden können. Zu sehen sind sowohl Gegenstände aus dem täglichen Leben der Bewohner der Siedlung, darunter eine reiche Anzahl von Tongefäßen unterschiedlicher Größe und Formates der Polada-Kultur, aber auch Gegenstände, die als Statussymbole betrachtet werden können, wie ein bronzenes Diadem oder die aus dem Ostseeraum stammenden Bernsteinperlen einer Halskette. Letztere unterlegt auch den kulturellen Austausch, der bereits vor etwa 4000 Jahren stattgefunden hat. Zu den besonderen Ausstellungsstücken zählen die mysteriösen Brotlaibidole, einige Gewebe- und Textilstücke, darunter ein einzigartiges Gürtelband aus der mittleren Bronzezeit, sowie die Reste eines 1967 gefundenen Einbaums und ein für Ledro charakteristischer Bronzedolch.

## Freilichtbereich
Zum Freilichtbereich des Museums gehören neben einer Aussichtsplattform zur näheren Beobachtung der am Seeufer liegenden Pfahlbautenreste auch mehrere Nachbauten von Pfahlbauten.
Die Nachbauten sollen einen Eindruck vermitteln, wie die Pfahlbautensiedlung am Ledrosee vor etwa 4000 Jahren ausgesehen haben könnte. In den vier Hütten sind Reproduktionen der in Ledro gefundenen Fundstücke ausgestellt. In Anlehnung an die verschiedenen Verwendungszwecke sind die Hütten denen eines Handwerkers, eines Jäger und Sammlers, eines Schamanen und eines Dorfältesten nachgestellt.

Die Nachbauten dienen insbesondere museumspädagogischen Zwecken, darunter auch im Bereich der experimentellen Archäologie sowie in den Sommermonaten als Kulisse für kulturelle Veranstaltungen mit spezifischem Bezug auf die prähistorische Pfahlbautensiedlung von Ledro. 

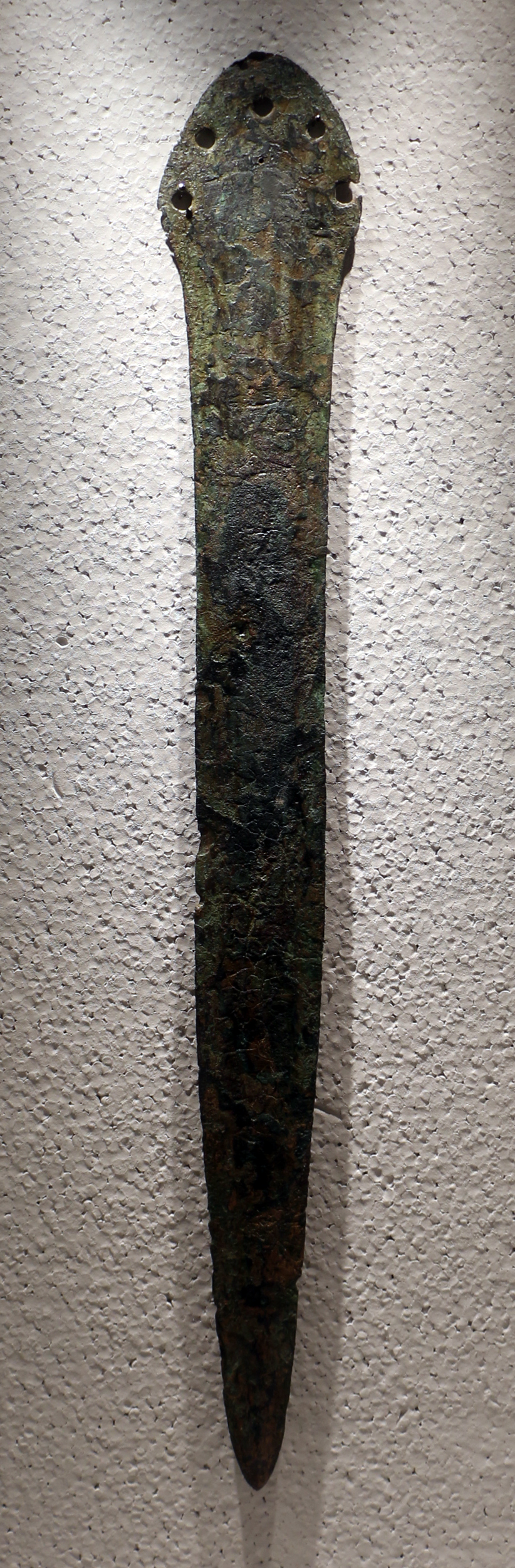
Dolch des Typs Ledro, mittlere Bronzezeit